# Маклин, Хью
Хью Джон Маклин (англ. Hugh John McLean; 5 января 1930, Виннипег, Канада — 30 июля 2017, Нейплс, Флорида, США) — канадский органист, пианист, дирижёр, музыкальный педагог и музыковед, автор статей в Музыкальном словаре Гроува. Кавалер ордена Канады и ордена «Звезда дружбы народов» (ГДР), член Королевского общества Канады, лауреат премий Арнольда Бакса и Харриет Коэн.

## Биография
Хью Маклин родился в 1930 году в Виннипеге. Пел в хоре мальчиков в англиканской церкви Всех святых, затем в 15 лет стал органистом англиканской церкви Св. Луки. Изучал игру на фортепиано и органе у Расселла Стэндинга в Виннипеге, игру на органе в 1947—1948 годах в Ванкувере у Хью Банкрофта и игру на фортепиано там же у Филлис Шульдт. В 1949 году на стипендию от правительства Альберты поступил в Королевскую музыкальную консерваторию в Торонто. Там его преподавателями были Артур Бенджамин (фортепиано), сэр Уильям Генри Харрис (орган) и Уильям Ллойд Уэббер (композиция).
В 1951 году Маклин стал первым канадцем, получившим стипендию по классу органа в Королевский колледж Кембриджа, где учился до 1956 года. В этот период он был награждён Медалью Содружества Арнольда Бакса и Медалью Харриет Коэн-Бах в 1954 и 1955 годах соответственно. В 1955 году дебютировал в Королевском фестивальном зале Лондона с Органным концертом Малькольма Арнольда в сопровождении Королевского филармонического оркестра в присутствии королевы Елизаветы II.
Вернувшись в Канаду в 1956 году, Маклин на следующий год занял должность органиста и хормейстера в Объединённой церкви Райерсона (Ванкувер) и продолжал выполнять эти обязанности вплоть до 1973 года. В 1958 году он основал Ванкуверский ансамбль исполнителей кантат и дирижировал им до 1967 года. Одновременно он проводил в Ванкувере концерты аутентичной барочной музыки и стал основателем Ванкуверского хора CBC. Как органист, выступал с концертами по всей Канаде, в ряде городов США, Великобритании, Швейцарии, Скандинавии и Японии, а также в церквях Восточной Германии, связанных с именем Баха — церкви Св. Фомы в Лейпциге и церкви Св. Власия в Мюльхаузене. Произведения в исполнении Маклина транслировали CBC, ABC, NHK, Швейцарское и Польское радио (с Симфоническим оркестром Польского радио он выступал как дирижёр). В 1988 году он стал первым канадским органистом, гастролировавшим в СССР. В 1970 и 1972 годах с Ванкуверским камерным оркестром CBC первым в Канаде исполнил 1-й и 2-й органные концерты Хиндемита; в 1975 году в Торонто в рамках Всемирной недели музыки первым в мире исполнил «Иконы» Бенгта Хамбреуса. Участвовал в проектировании нового органа для Рой-Томсон-Холла в Торонто и стал его первым исполнителем. Вместе со своей женой Энн (в девичестве Стиллман), известной пианисткой, выступавшей в Канаде, США, Австралии и Европе, Хью Маклин исполнял для радио CBC произведения для двух фортепиано и для фортепиано и органа, включая премьеру рапсодии для фортепиано и органа Дерека Хили «Homage F.D.» в Рой-Томсон-Холле в 1986 году.
Маклин получил известность не только как исполнитель, но и как музыковед, специализирующийся на XVII и XVIII веках. В 1960 и 1965 годах по грантам Совета Канады изучал в Японии материалы Каммингсовской коллекции западных рукописей, в 1972 году в ходе исследований в Польше и ГДР обнаружил утерянную оперу Алессандро Скарлатти и ранее неизвестные работы И. Г. Шейна. В 1967—1969 годах Маклин преподавал в Викторианском университете, а в 1969—1973 годах в Университете Британской Колумбии. С 1973 по 1980 год занимал должность декана музыкального факультета Университета Западного Онтарио, где затем продолжал преподавать игру на органе и клавесине и историю музыки до 1991 года. Давал лекции и мастер-классы в Германии и Австралии, входил в жюри Международного органного фестиваля в Сент-Олбансе (1981) и Международного конкурса им. И. С. Баха в Лейпциге (1984). В 1975—1980 годах был директором, а с 1976 по 1979 год — вице-президентом Канадского совета по музыке.
В редактуре Маклина изданы собрания органных произведений Пёрселла (Novello, 1968) и И. Л. Кребса (Novello, 1981), а также отдельные произведения Моцарта, Уильяма Фелтона (издательство Оксфордского университета, 1957), Джона Блоу (Novello, 1971) и Г. Г. Гербера (Concordia, 1984). В качестве консультанта Королевской музыкальной консерватории с 1989 года руководил изданием новых репертуарных серий, входил в редакционную коллегию нового издания сочинений К. Ф. Э. Баха. Маклин — автор 19 статей в Новом музыкальном словаре Гроува.
Окончив работу в Университете Западного Онтарио в 1995 году, Маклин стал церковным музыкантом в епископальной церкви Всех святых в Уинтер-Парке (Флорида). Он умер летом 2017 года в Нейплсе (Флорида), оставив после себя жену и пятерых детей от двух браков.

## Награды и звания
С 1953 года Хью Маклин являлся действительным членом Канадского колледжа органистов, а в 1985 году стал действительным членом британского Королевского колледжа музыки. С 1977 года Маклин — академик отделения гуманитарных наук Королевского общества Канады.
В 1987 году Маклин стал кавалером ордена Канады как «выдающаяся фигура национальной и международной музыкальной жизни», специалист по музыке XVII—XVIII веков и ментор молодых музыкантов. В 1990 году он был награждён восточногерманским орденом «Звезда дружбы народов».